# Hema Upadhyay

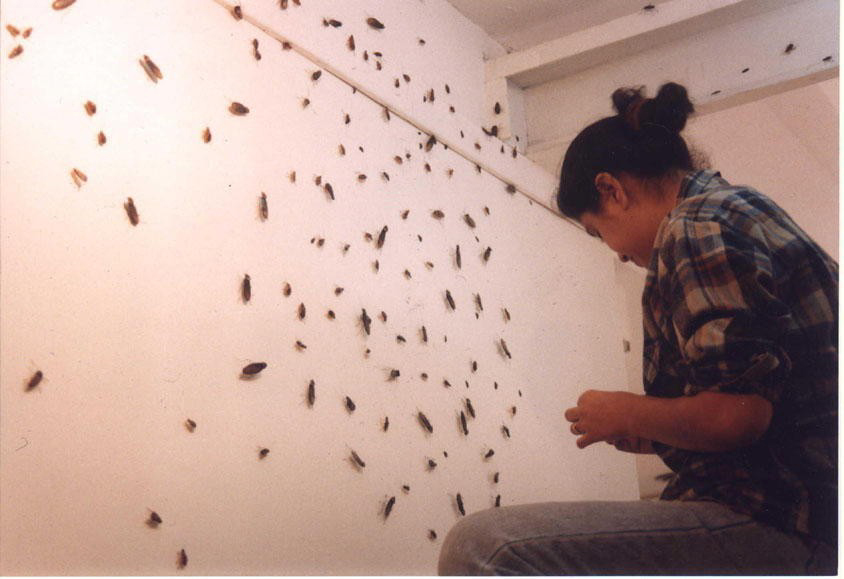
Hema Upadhyay

Hema Upadhyay, bis 1998 Hema Hirani (* 1972 in  Baroda, Indien; † 11. Dezember 2015 in Mumbai), war eine indische Künstlerin, die unter anderem mit Fotografie, Skulptur und Installation arbeitete.

## Leben
Upadhyay studierte in ihrer Heimatstadt Kunst an der Universität. Dort schloss sie das Fach Malerei mit einem Bachelorexamen und das Fach Drucken 1997 mit dem Master of Fine Arts ab. Seit 1998 lebte und arbeitete sie auch unter ihrem neuen Namen in Mumbai. Dort hatte sie auch im selben Jahr ihre erste Einzelausstellung in der Galerie Chemould. Danach wurde sie durch zahlreiche Einzel- und Gruppenausstellungen sowohl in Indien als auch international bekannt.
Upadhyay wurde am 11. Dezember 2015 zusammen mit ihrem Anwalt in Mumbai ermordet.

## Werke
- 2009: Installation: Indian Highway, 2,4 m × 3,6 m, Serpentine Gallery, London.
- 2011: Installation: Think Left, Think Right, Think Low, Think High, Centre Pompidou, Paris.

## Ausstellungen
- 2012: Extra Ordinary Soloausstellung in Baroda, Faculty of Arts und Neu-Delhi, Vadehra Art Gallery.
- 2011: Paris-Delhi-Bombay, Centre Pompidou, Paris. Gruppenausstellung von 50 indischen und französischen Künstlern.[2]
- 2009: Where the Bees Suck, There Suck I, Soloausstellung, Museo d’Arte Contemporanea di Roma (MACRO), Rom.
- 2006: Bombay, Maximum City, Gruppenausstellung in Tri Postal, Lille, Frankreich.
- 2001: The Nymph and the Adult, Soloausstellung, Institute of Modern Art, Brisbane, Western Australia und Art Space, Sydney, New South Wales, Australien.